# Villa Magatti
Villa Magatti, o meglio Villa Candiani-Battaglia-Magatti, è una tipica Villa di delizia di Lissone, città della Brianza in Lombardia.
È situata nel comune di Lissone, in Via Paradiso, nel pieno centro storico cittadino.

## Storia
Costruita sul finire del 1600 per volere dei conti Candiani che ne hanno fatto la loro dimora di campagna o villa di delizia, databile tra il Sei e il Settecento. È situata nel lato estremo di piazza Libertà. In passato aveva la classica forma ad U a racchiudere una corte ed era collegata a una piccola serie di edifici più modesti destinati alla servitù.
La proprietà è poi passata, nel corso del Settecento, ai conti Battaglia di Milano che l'avevano acquistata dagli ultimi discendenti dei Candiani. Gli ultimi proprietari, i Magatti, l'hanno venduta nel 1910 al prezzo di 110.000 lire all'Amministrazione comunale di Lissone che ci trasferì tutti gli uffici comunali e la caserma dei Carabinieri.
Fino agli anni Ottanta è stata sede del Municipio, fino a quando gli uffici non sono stati trasferiti, definitivamente, nel nuovo Palazzo del Comune di via Gramsci.
Tra gli anni Ottanta e Novanta è stata sede della Pinacoteca civica. Dal 1995 al 2015 ha ospitato gli uffici dell'Azienda sanitaria cittadina.
Cronologia dei proprietari:
- Conti Candiani - costruttori;
- Conti Battaglia;
- Nobili Magatti;
- Amministrazione comunale - attuale proprietario.

## Composizione della villa
La villa si compone di due piani fuori terra, per un totale di oltre 1000 mq.

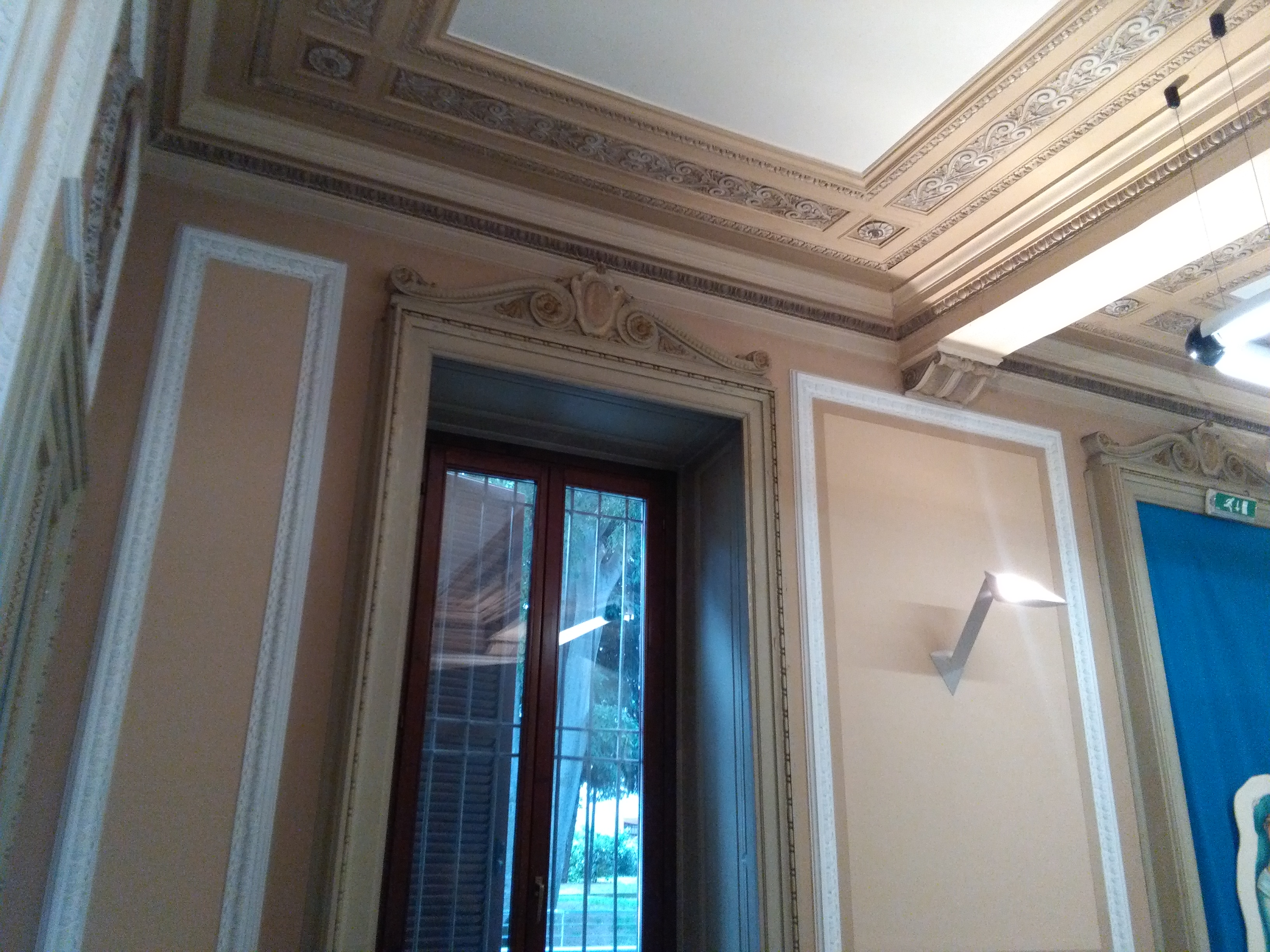
Particolare della Sala del consiglio

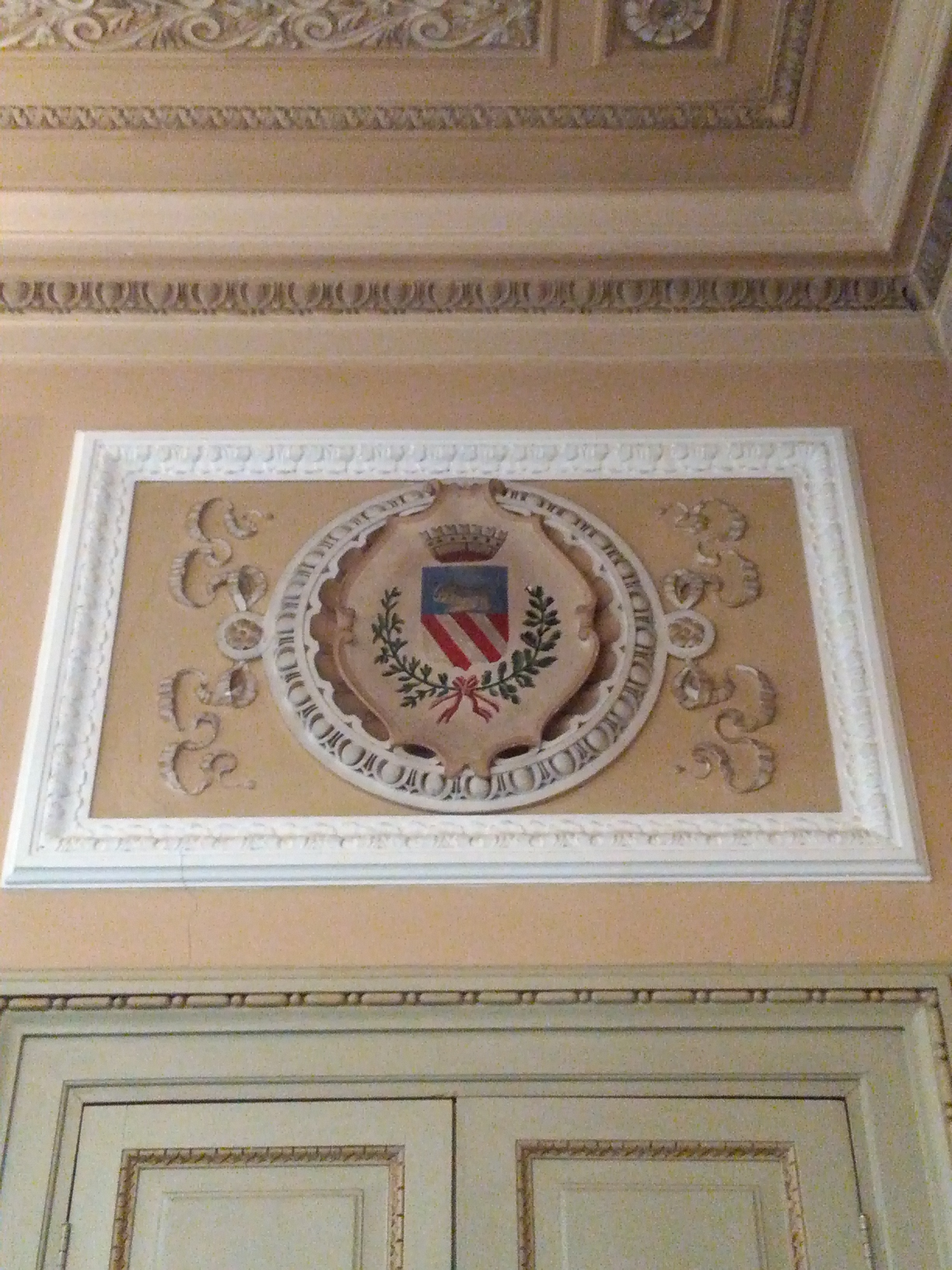
Stemma araldico di Lissone

Il piano terra è occupato dalle seguenti sale riccamente decorate:
- Sala del Consiglio, salone centrale della villa, decorato con preziosi stucchi. Sopra le quattro porte si trovano dipinti gli stemmi araldici di Lissone, Monza, Milano e della Provincia di Milano. È stata la sala dove, quando lo stabile era adibito a Municipio, si tenevano i Consigli comunali;
- Sala del sindaco, sala di rappresentanza. È stato l'ufficio del sindaco di Lissone fino agli anni Ottanta, le porte sono rifinite con disegni mitologici. Meraviglioso il soffitto a cassettoni;
- Loggiato esterno;
- Atrio e Scalone.

Le altre tre sale, insieme a tutto il primo piano nobile, sono completamente da restaurare, eliminando il contro-soffitto in cartongesso.

### Attualità
La villa resta di proprietà comunale, che si spera dia il via ai restauri dei saloni, promuovendo in futuro un'integrazione del sito artistico nell'ambito di un Sistema turistico locale, inserendo la dimora seicentesca nei tour della Brianza.
Attualmente infatti è aperta al pubblico solo in rare e particolari occasioni o mostre.
Nel complesso dovrebbero trovare sede alcune associazioni, il Museo del Mobile e sarà possibile celebrare i matrimoni di rito civile.

## Galleria d'immagini

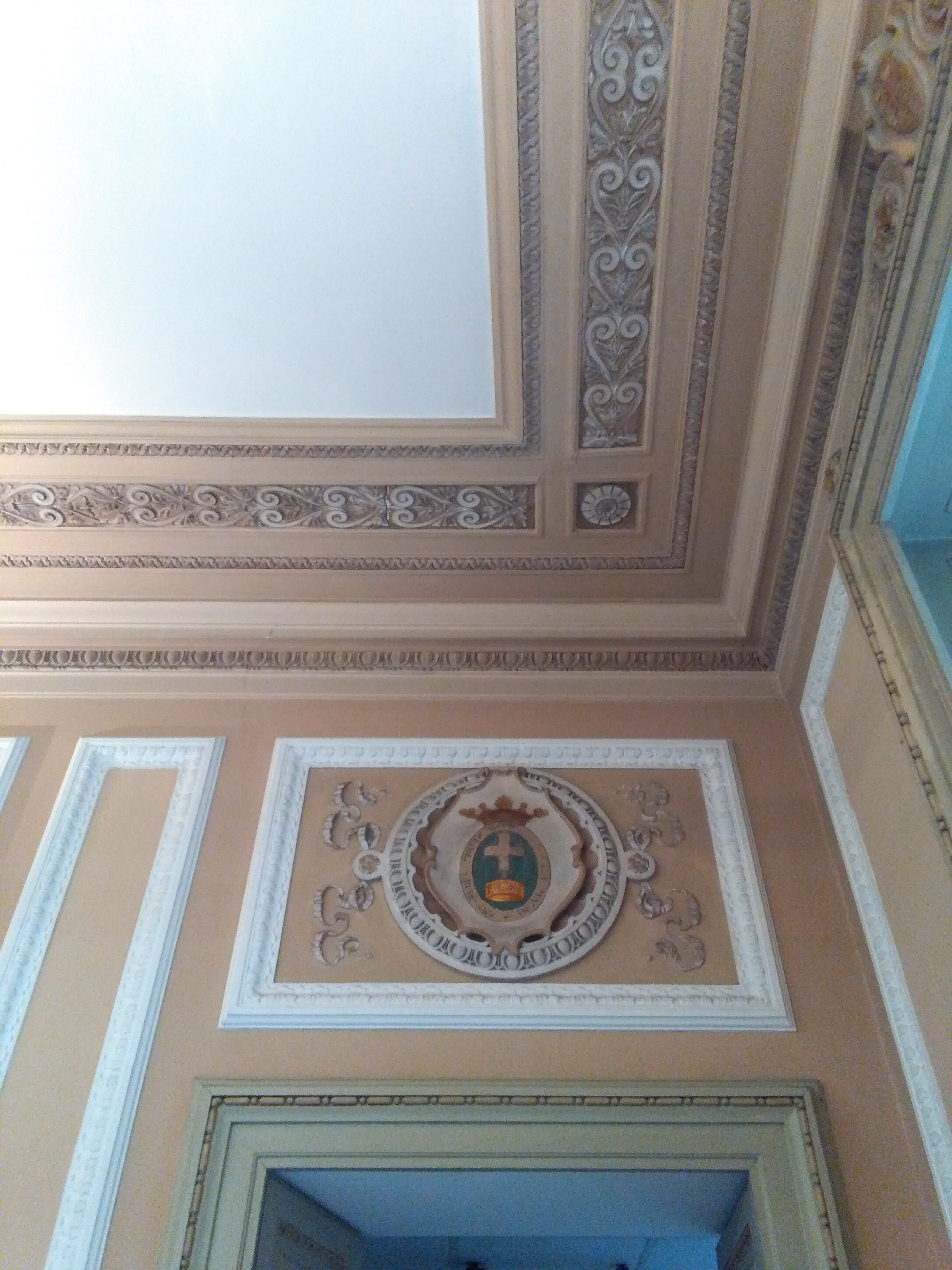
Stemma araldico di Monza
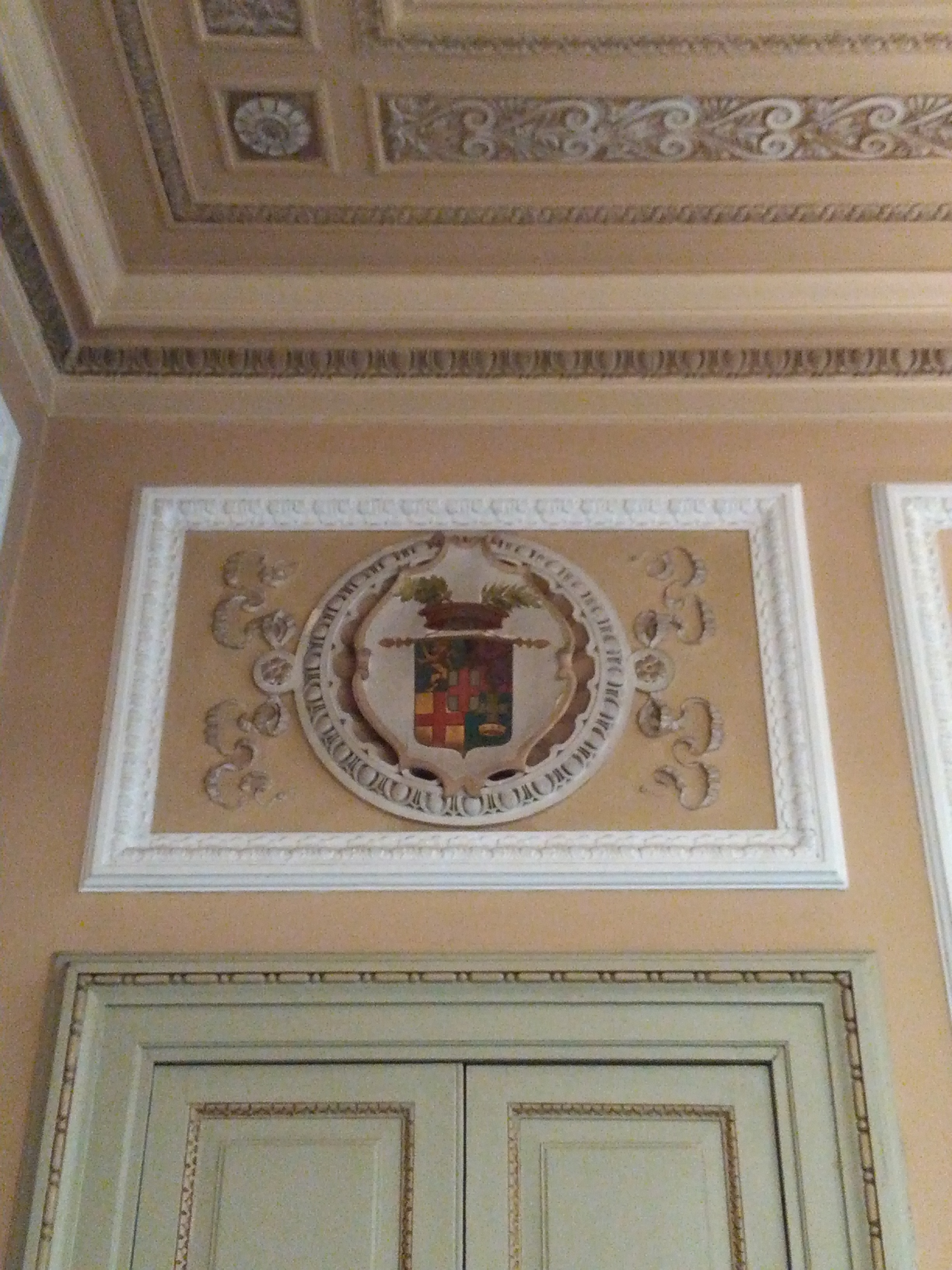
Stemma araldico della Provincia di Milano
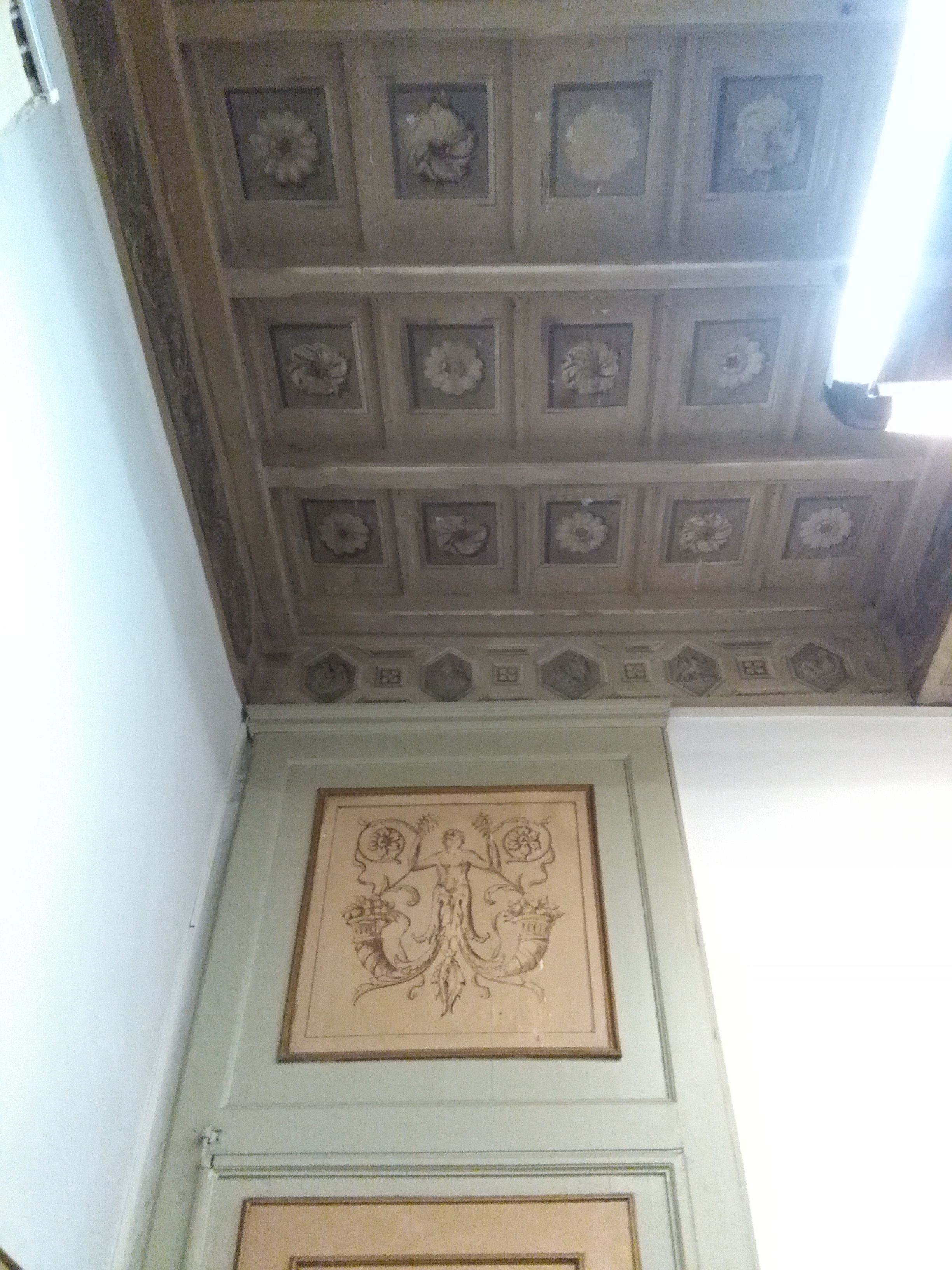
Particolare del soffitto della Sala del sindaco